# Перельос-и-Рокафуль, Раймундо де
Райму́ндо Раба́са де Перельо́с-и-Рокафу́ль (исп. Raimundo Rabasa de Perellós y Rocafull; 17 сентября 1637, Валенсия — 10 января 1720, Валлетта) — 63/64-й Великий магистр ордена госпитальеров (1697—1720), военачальник. 

## Орфография и варианты передачи имени
- Раймундъ-Переллосъ-Рокафуллъ[1]
- Раймунд де Рокафуль[2]
- Раймонд де Перейлос де Рокафоль[3]
- фр. Raimond Perellos de Roccafull[4]
- фр. Raymond Perellos y Roccafulli[5]
- лат. Raymundo Perellos de Roccafull[6] (в эпитафии на надгробье)

## Биография
Родственники по материнской линии были тесно связаны с Мальтийским орденом. Два дяди были командорами ордена от «языка» Арагона (исп. de la Lengua de Aragón). Молодой идальго последовал фамильным традициям и в 16 лет был посвящён в рыцари. Затем, как было принято в семье, отправился на Мальту, где провёл 5 лет. Обычно молодым мальтийским рыцарям низшего звена требовался опыт, для получения которого они принимали участие в рейдах против пиратов, водили караваны торговых судов и противостояли флоту Порты. Именно за такого рода занятиями Раймундо провёл те 5 лет.
За заслуги получил Большой Крест и был назначен на должность бальи Эвбеи.
За время своего правления значительно укрепил мальтийский флот и его военный состав. Филипп V выступал за то, чтобы мальтийский флот нейтрализовал действия корсаров у берегов Леванта в 1713—1714 годах.
Пышно украшенный саркофаг магистра находится в соборе св. Иоанна в Валлетте. Описание выпущенных за время его правления монет приведено в книге «Анналы Мальтийского ордена» (Annales de l’Ordre de Malte).

## Отношения ордена с Россией

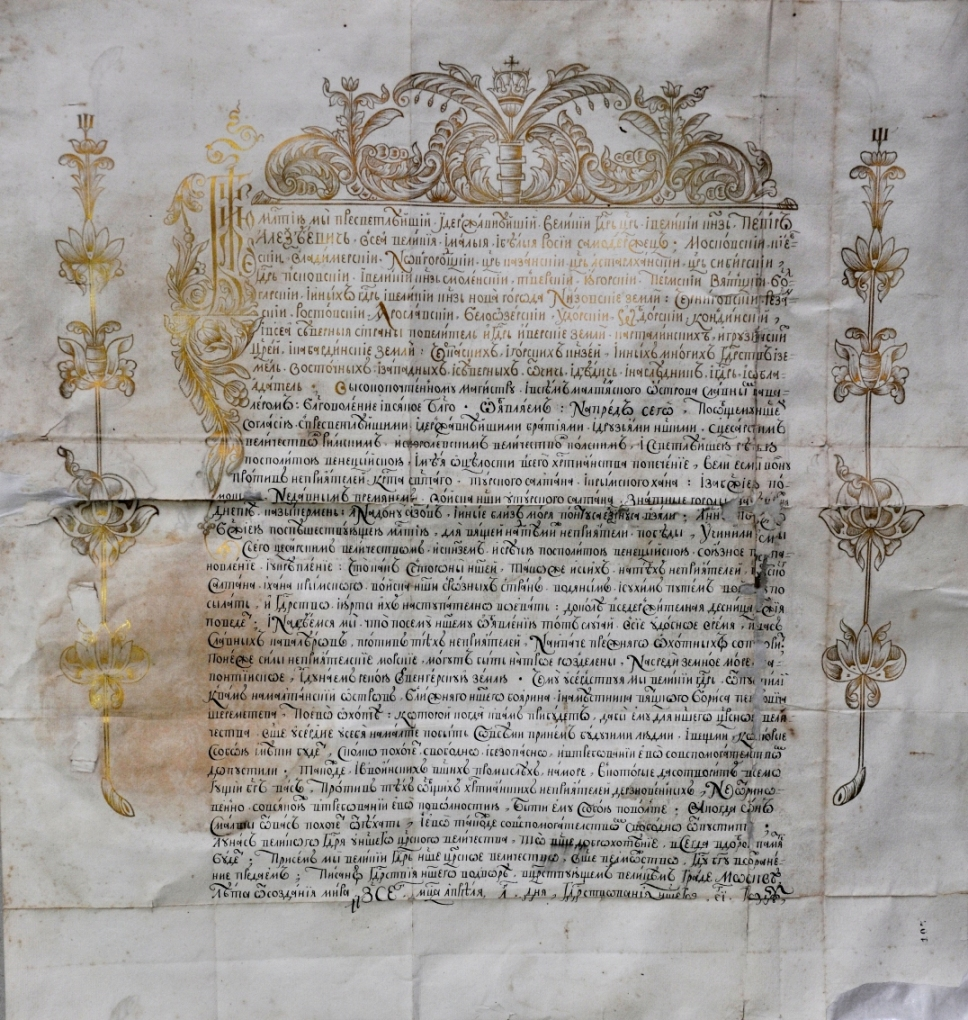
Посольская грамота Петра I Высокопочтенному магистру Мальтийского ордена

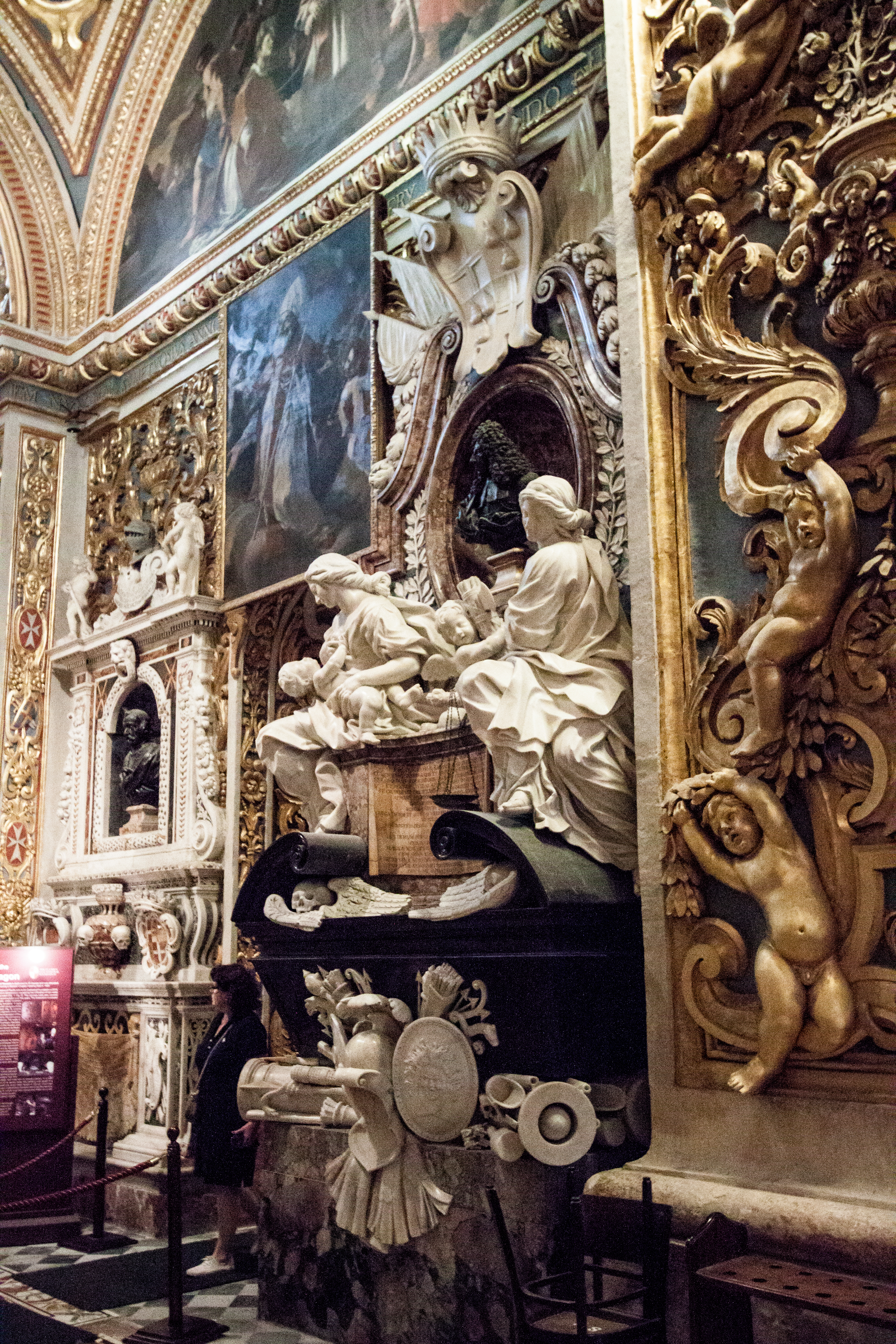
Саркофаг Раймунда де Перельос-и-Рокафуля в соборе св. Иоанна

В условиях растущей мощи соседних государств великие магистры задумывались о сохранении суверенитета ордена. «При Раймунде де Рокафуль (1697—1720) Россия впервые завязывает сношения с мальтийскими рыцарями, с целью найти в них поддержку против турок». Первый дипломатический контакт имел место в 1697 году, когда на Мальту отправился стольник П. А. Толстой для поздравления Раймонда де Перельоса де Рокафоля с избранием на пост великого магистра. За этим в 1698 году последовал визит царского посла боярина Б. П. Шереметева, посетившего Мальту «по поручению Царя Петра I в ходе своей дипломатической поездки по Европе для переговоров с Папой Римским Иннокентием XII, Дожем Венеции Сильвестром Вальером и другими Государями на предмет объединения усилий христианских держав против Османской Империи».
Весной 1698 года по прибытии на остров Шереметеву была оказана торжественная встреча: «принятъ (2-го Мая) въ Мальтѣ съ большими почестями, при громѣ орудій». Посол имел при себе грамоту Петра I и рекомендательное письмо великому магистру от императора Леопольда I. Тексты грамоты Петра и письма Леопольда на латыни опубликовал С. Паули в 1737 году, ошибочно датировав их 1693 годом. Латинский перевод грамоты с некоторыми сокращениями впоследствии был воспроизведён в книге «Анналы Мальтийского ордена» (Annales de l’Ordre de Malte). 
Аудиенция у главы ордена состоялась дважды. Во время приёма 4 мая при произношении царского титула «Великій Магистръ стоялъ, снявъ шляпу». 9 мая во время обеда великий магистр «возложилъ на него алмазный Мальтійскій командорственный крестъ, обнялъ Шереметева три раза и ввѣрилъ ему, согласно изъявленному желанію, начальство надъ двумя галерами, долженствовавшими выступить противъ Турокъ». «В знак уважения к России Великий Магистр возложил на царского посла украшенные бриллиантами орденские знаки и, таким образом, Б. П. Шереметев стал первым русским православным почетным кавалером католического Ордена Св. Иоанна Иерусалимского. С тех пор дипломатические отношения между Российской Империей и Мальтийским Орденом поддерживались и постепенно развивались».